# Мирољуб Стојановић (политичар)
Мирољуб Стојановић (звани Браца; Болман, 12. мај 1953), је бивши помоћник министра у Управи шумарства у Министарству пољопривреде, шумарства и воднога господарства Републике Хрватске. 
Основну школу похађао у Болману (1—4. разред) и Осијеку (5—8. разред), где је завршио и гимназију. Школске 1972/73. године уписао се на Шумарски факултет у Београду, Одсек за ерозије и мелиорације водопривредних подручја. Након одслушане четврте године и положених испита из претходне три, 1978. одлази на одслужење редовног војног рока, а потом се запошљава у Шумарији Бели Манастир, ЛШГ-а „Јелен“ Београд, на пословима ревирног техничара. Факултету се враћа 1991. године. Дипломира 1993. године и стиче звање дипломираног инжењера шумарства. 
Послије дипломирања ради као стручни сарадник на узгоју шума у Националном парку (НП) „Јелен“ Барања. У мају 1995. године распоређен је на место управитеља Шумарије Бели Манастир, где се затекао у време мирне реинтеграције Хрватског Подунавља 1997. године, кад се НП „Јелен“ Барања прикључује Управи шума (УШ) Осијек. На месту управитеља Шумарије Бели Манастир остао до октобра месеца 1998. кад је распоређен у стручне службе УШ Осијек, у Одјел за уређивање шума, на радно место таксатора. Помоћник министра постао је 2004. године након што су саборски заступници Самосталне демократске српске странке подржали владу ХДЗ-овог премијера Иве Санадера. Помоћник министра је био до 31. августа 2008. године, а од 1. септембра 2008. је водитељ I. подружнице: Славонија хрватске Шумарске саветодавне службе са седиштем у Осијеку. 